# Hofolpe
Hofolpe ist ein Dorf mit 737 Einwohnern im Nordwesten der Gemeinde Kirchhundem im Kreis Olpe (Nordrhein-Westfalen).

## Geografie
Hofolpe liegt im Süderbergland des Rheinischen Schiefergebirges. Darin gehört es zum sogenannten Bilsteiner Bergland im Gebiet des Olper Landes. Die Ortslage gehört zu den westlichen Ausläufern des Rothaargebirges. Das Dorf befindet sich in einem von Südwesten nach Nordosten verlaufenden Tal, das hier von der Olpe zur Hundem hin entwässert wird. Es liegt auf einer Höhe von zirka 320 bis 380 m über NN. Im Osten liegt die 505 m hohe Hohe Lohe, im Südwesten die 545 m hohe Höhe, im Nordwesten der 586 m hohe Alberstein und die 581 m hohe Hohe Bracht und im Norden der 482 m hohe Krähenberg.
In Hofolpe verläuft die Grenze der beiden Naturparke Ebbegebirge und Rothaargebirge. Beide gingen 2015 im Naturpark Sauerland-Rothaargebirge auf.
Nachbarorte sind Kirchhundem im Nordosten, Flape im Osten, Berghof im Südosten, Wirme im Süden, Heidschott im Westen, Bilstein im Nordwesten und Altenhundem im Norden.

## Geschichte
Die schriftliche Ersterwähnung von Hofolpe aus dem Jahr 1454 mit der Schreibweise Hoeffoelpe ist verhältnismäßig spät. Das Grundwort des Ortsnamens ist ein Gewässername, der so viel wie „Bach in einer Flußniederung“ bedeutet. Durch das Bestimmungswort „Hof“ ist der Ortsname als „Hof an der Olpe“ zu deuten.
Frühe Anhaltspunkte über die Größe des Ortes ergeben sich aus einem Schatzungsregister (diente der Erhebung von Steuern) für das Jahr 1543. Demnach gab es in „Hoffolpe“ 11 Schatzungspflichtige (die höchsten Abgaben entfielen auf Hanß Stelken); diese Zahl könnte mit den damals vorhandenen Höfen bzw. Häusern übereingestimmt haben.
Von 1843/44 bis zur kommunalen Neugliederung zum 1. Juli 1969 war Hofolpe ein Ort in der zum Amt Kirchhundem gehörenden Gemeinde Kirchhundem. Mit der kommunalen Neugliederung im Kreis Olpe kam der Ort zur heutigen Gemeinde Kirchhundem.

### Religionen
Bedingt durch die jahrhundertelange Zugehörigkeit zum kurkölnischen Herzogtum Westfalen ist Hofolpe auch heute noch vorwiegend katholisch geprägt. Der Ort gehörte zur katholischen Pfarrgemeinde St. Peter und Paul Kirchhundem. Nach dem Bau der katholischen Kirche St. Antonius in den Jahren 1905/06 erhielt das Dorf 1910 einen eigenen Geistlichen und wurde schließlich als Pfarrvikarie 1923 von Kirchhundem getrennt. Insbesondere durch die Flucht und Vertreibungen von Menschen aus den ehemaligen Ostgebieten des Deutschen Reiches nach dem Zweiten Weltkrieg änderte sich die auch in Hofolpe die religiöse Struktur der Bevölkerung. Weitere Veränderungen in dieser Hinsicht erfolgten aufgrund der Migrationsereignisse der jüngeren Zeit.
Zum 31. Dezember 2014 lebten in Hofolpe 575 katholische und 55 evangelische Christen. In der Bevölkerungsstatistik werden ferner 110 Menschen ohne Angaben zu einer Religionszugehörigkeit genannt, hierunter sind diejenigen zu zählen, die keiner Religion angehören wie auch die, die muslimischen Glaubens sind.

### Einwohnerentwicklung
| Jahr | Einwohnerzahl |
| ---- | ------------- |
| 1969 | 1.047         |
| 1974 | 1.095         |
| 1978 | 1.007         |
| 1985 | 943           |
| 1990 | 919           |
| 2014 | 740           |
| 2020 | 747           |

## Wirtschaft und Infrastruktur
Das Ortsbild von Hofolpe wird geprägt durch die Papierfabrik der Gebrüder Grünewald, die Ende des 19. Jahrhunderts auf dem Gelände der vormaligen Hofolper Eisenhütte entstand. Der Betrieb ist einer der bedeutenden Industriestandorte mit zahlreichen Arbeitsplätzen innerhalb der Gemeinde Kirchhundem.
Das Dorf wird von zwei wichtigen südwestfälischen Verkehrsverbindungen durchzogen, und zwar der B 517 und der Ruhr-Sieg-Eisenbahn. Ein Bahnhaltepunkt besteht hier aber nicht mehr. An der 1861 eröffneten Bahnstrecke gab es im Ort einen 63 m langen Tunnel, der 1963 aufgeschlitzt wurde. In diesem Zusammenhang wurde auch die Bundesstraße parallel zur Bahnstrecke verlegt und die nun getrennten Teile des Dorfes durch zwei Brücken miteinander verbunden. Die Bauarbeiten für diese Maßnahmen dauerten bis 1977.
Hofolpe hat einen Kindergarten in Trägerschaft der katholischen Kirche. Eine eigene Schule ist im Ort nicht mehr vorhanden. Grundschüler besuchen die kath. Grundschule St. Christophorus in Kirchhundem.

## Kultur
Hofolpe hat einen aktiven Männerchor, den MGV 1918 Hofolpe e. V., der mehrfach Meisterchor und Volksliederleistungschor im ChorVerband Nordrhein-Westfalen wurde. Als weiterer Musikverein besteht das 1921 gegründete Tambourkorps Hofolpe.
Der Sportverein Hofolpe unterhält einen eigenen Ascheplatz.
Das Schützenfest des Heimatschutzvereins 1919 e. V. Hofolpe-Heidschott zählt zu den Höhepunkten im Jahreslauf des Dorfes Hofolpe. Das Fest wird gefeiert am letzten Wochenende im Juni.

## Persönlichkeiten
- Hansjörg Weißbrich (* 1967), Filmeditor, in Hofolpe aufgewachsen
- Joachim Grünewald (1933–2012), Politiker (CDU) und Parlamentarischer Staatssekretär im Bundesfinanzministerium, entstammt einer Hofolper Familie